# جيرار موريل
جيرار موريل (بالفرنسية: Gérard Morel )‏ (و. 1952 – م) هو ممثل أفلام، من فرنسا.

## روابط خارجية
- جيرار موريل على موقع ميوزك برينز (الإنجليزية)